# Dilly Dally
Dilly Dally ist eine kanadische Rockband. Die Band besteht aus Sängerin und Gitarristin Katie Monks, Gitarristin Liz Ball, Bassist Jimmy Tony und Schlagzeuger Benjamin Reinhartz.

## Geschichte
Katie Monks und Liz Ball haben sich in der High School von Newmarket, Ontario kennen gelernt und 2009 die Band Dilly Dally gegründet. Die beiden stachen sich ein gemeinsames Band-Tattoo, noch bevor sie ihren ersten Song aufnahmen. 2012 kamen Jimmy Tony als Bassist und Benjamin Reinhartz als Schlagzeuger hinzu.
Ende 2014 begannen die Arbeiten am ersten Album Sore, welches im Oktober 2015 über partisan Records veröffentlicht wurde. Das Album wurde von unter anderem dem Rolling Stone, dem NME, The Guardian und Noisey positiv rezipiert. Noisey platzierte es auf Platz 31 der besten Alben 2015. Außerdem wurde es für den kanadischen Polaris Music Prize nominiert. Zudem erhielt es eine Nominierung als Alternative Album of the Year bei den Juno Awards 2017. Die Single Desire war Finalist beim SOCAN Songwriting Prize und das Video zu Snakehead wurde beim Prism Prize nominiert. Es folgten Tourneen in Nordamerika und Europa, unter anderem im Vorprogramm von Fat White Family, METZ und Grouplove, aber auch als Headliner.
Der große Erfolg und musikalische Durchbruch führte jedoch zu Spannungen in der Band, die kurz vor ihrer Auflösung stand. 2017 versuchte sich Katie Monks als Solo-Künstlerin und schrieb einige Songs, die in Richtung Noise und Doom gingen und die sich mit Themen wie Selfcare und mentaler Gesundheit befassten. Letztlich raufte sich die Band jedoch wieder zusammen und Monks stellte ihr alleine komponiertes Material der Band zur Verfügung.
2018 folgte das zweite Album Heaven. Auch dieses Album wurde für den Polaris Music Prize nominiert. Der Song Bad Biology war Finalist beim SOCAN Songwriting Prize.
Die Band tourte anschließend erneut durch Nordamerika und Europa. Vorband war zum Teil Fidlar.

## Musikstil
Die Band ist im Wesentlichen geprägt vom Noise-Rock und Grunge der 1990er Jahre. Musikalisch verglichen wurde die Band unter anderem mit The Smashing Pumpkins und Hole. Das zweite Album fiel deutlich härter aus und enthielt neben dem Noise-Rock des ersten Albums auch Elemente des Doom Metal. Textlich sind die Lieder Queer-positiv und feministisch orientiert. Sie handeln von Existenzängsten, mentaler Gesundheit sowie dem täglichen Sexismus.

## Diskografie

### Alben
- 2015: Sore (Partisan Records)
- 2018: Heaven (Partisan Records)

### EPs
- 2016: fkkt (Remix-EP)[14]

### Singles
- 2014: Candy Mountain
- 2015: Desire
- 2015: Purple Rage
- 2018: Sober Motel
- 2018: I Feel Free
- 2019: Marijuana